# Чечельник (село)
Чечельник (укр. Чечельник) — село в Дунаевецком районе Хмельницкой области Украины.
Население по переписи 2001 года составляло 790 человек. Почтовый индекс — 32463. Телефонный код — 3858. Занимает площадь 2,735 км². Код КОАТУУ — 6821889701.

## Местный совет
32446, Хмельницкая обл., Дунаевецкий р-н, с. Чечельник